# 眼窩上隆起
眼窩上隆起（がんかじょうりゅうき）は、類人猿や古人類の眼窩（眼球が収まる部分）上方に見られる、庇（ひさし）のように張り出した部分。現生人類では、オーストラリア先住民を除いては発達程度は弱い。

## 解剖
眼窩の上方の骨の隆起である。正中部の眉間隆起、眼窩上縁に沿う眉弓、眼窩上縁外側部の眼窩上三角が合体して連続する隆起を形成する場合に眼窩上隆起と呼ぶ。類人猿、猿人、原人、旧人で発達するが、現生人類では退化的である。眉隆起（びりゆうき）ともいう。一般に流布している眉上隆起は誤りとされる。

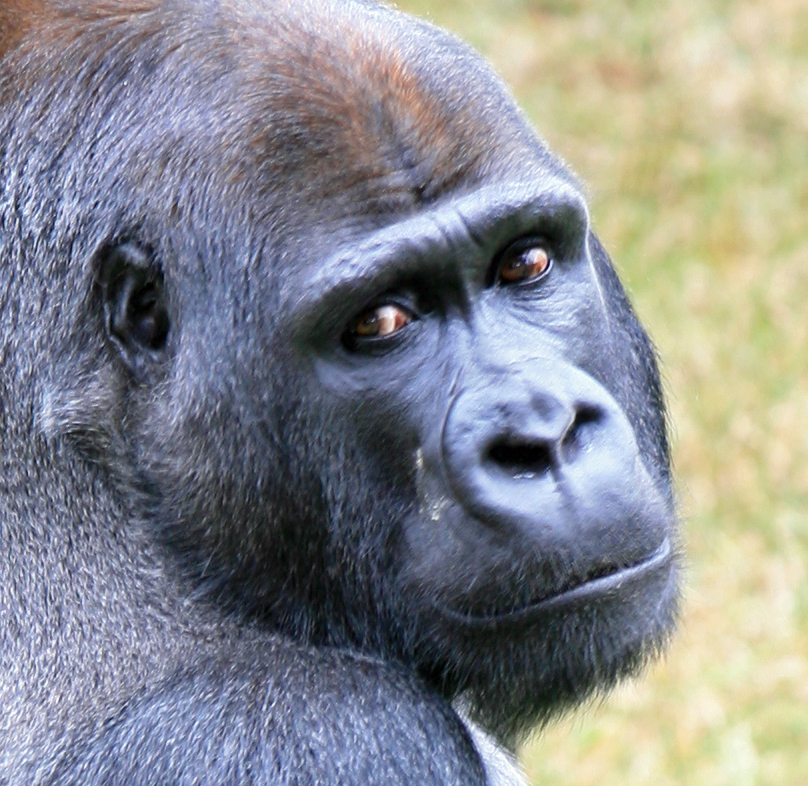
ゴリラの顔。両眼の上に庇のように張り出す眼窩上隆起がわかる。

## 形状と進化
現生の類人猿では、両眼の上を覆うように弧を描いて突出する眼窩上隆起が発達する。化石の類人猿にもふつうに見られるが、人類においても猿人・原人・旧人ではよく発達しており、現生人類と区別される特徴の一つである。
類人猿の眼窩上隆起は、太く、左右のものが一つながりになって張り出しているが、人類においては、進化と共に左右に分離し、その後、左右個々の隆起も中央部に浅い溝が生じて分割と縮小が始まり、現生人類の段階では外側（側頭部の側）は消失し、内側（鼻に近い方）は弱い隆起が残って眉弓となる。眉弓は眼窩上隆起の退化と縮小により形成されたもので、眼窩上隆起そのものではない。オーストラリア原住民など一部の人種では眉の付近が前方に突出し、眼窩上隆起を思わせるが、実際には眉弓が強く発達したもので、眼窩上隆起ではない。

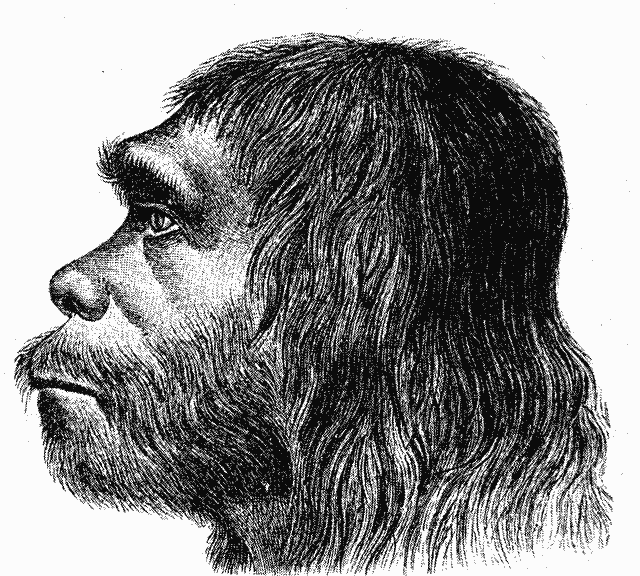
1888年時点の最初期の復元図（原人的特徴を強調しすぎとの批判もある）

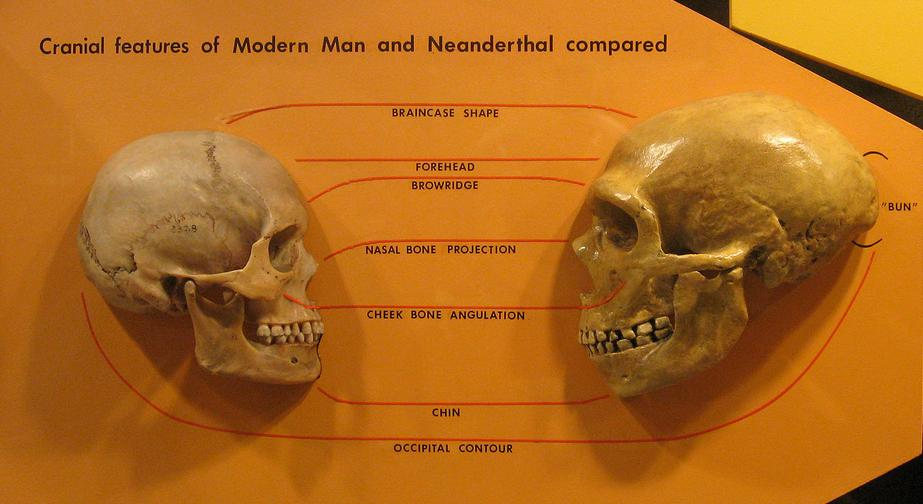
現生人類（左）とネアンデルタール人（右）の頭蓋骨の比較写真

ただし、類人猿でも新生児ではほとんど存在せず、成長とともに急速にはっきり目立って来る。ネアンデルタール人でも、わずかに発見されている幼児段階の頭骨の研究により、同様の傾向があったと考えられる。

## 成因
一般には原始的特徴と考えられる。類人猿又は古人類は、現生人類よりはるかに顎と歯が強大で、しかも額が低く顔面が傾斜しているうえに、固く粗雑な食物を摂取するので、咀嚼すると大きな衝撃が起こるため、それを眼窩上隆起で吸収して緩和するのだとされている。現生人類では顎が縮小してかむ力が弱まり、さらに火で調理して柔らかくした食物を摂取するようになったので、頭骨にかかる衝撃が小さくなって眼窩上隆起も消失した事になる。現生人類でも、クロマニョン人や縄文時代人等の古代人、また現代においても原始生活を営む種族では眉弓が比較的強大な場合が多いのはその可能性を裏付ける。
しかしイギリスの古人類学者クリストファー=ストリンガーは、サルの頭骨を用いた実験では眼窩上隆起による咀嚼の際における衝撃吸収の効果は実証されなかったとし、眼窩上隆起の本来の役割は、眼窩上部の補強と共にディスプレイ、すなわち敵や仲間を威嚇したり異性を引き付けるためのものではないかと主張している。